# 若瑟·弗雷萊·法爾考
若瑟·弗雷萊·法爾考（葡萄牙語：José Freire Falcão；1925年10月23日—2021年9月26日）是巴西籍天主教司鐸級樞機及巴西利亞總教區榮休總主教。

## 生平
若瑟·弗雷萊·法爾考於1925年10月23日在巴西東北塞阿拉州市鎮埃雷雷出生。他於1949年6月19日在北利穆埃魯教區晉鐸。
他於1967年6月17日晉牧，並獲教宗保祿六世任命為北利穆埃魯教區助理主教，領瓦爾迪米薩領銜教區主教銜。他於8月19日升任北利穆埃魯教區正權主教。他於1971年11月25日獲委任為特雷西納總教區總主教，1984年2月15日改任巴西利亞總教區總主教。教宗若望保祿二世於1988年6月28日將他擢升為司鐸級樞機。
他於2004年1月28日榮休，若望·布拉茲·德阿維斯接任巴西利亞總教區正權總主教。他曾參與2005年教宗選舉秘密會議，當時選出的是教宗本篤十六世。

## 牧徽

若瑟·弗雷萊·法爾考樞機牧徽